# Astrologie chinoise
Cet article traite de l'astrologie chinoise. L'histoire de cette astrologie se confond en partie avec celle de l'astronomie chinoise.
 (avril 2022).
Si vous disposez d'ouvrages ou d'articles de référence ou si vous connaissez des sites web de qualité traitant du thème abordé ici, merci de compléter l'article en donnant les références utiles à sa vérifiabilité et en les liant à la section « Notes et références ».
L'astrologie chinoise (chinois simplifié : 占星术 ; chinois traditionnel : 占星術 ; pinyin : zhānxīngshù ; 星学 / 星學, xīngxué ; 七政四馀 / 七政四餘, qīzhèng sìyú ou 果老星宗, guolaoxingzong) repose sur des notions astronomiques et calendaires traditionnelles fondées sur un cycle de douze années représentées par autant d'animaux, souvent associés aux rameaux terrestres (地支, dizhi).
Ces douze animaux-signes (生肖, shēngxiào) apparaissent dans l'ordre suivant :
- Rat ou Souris ;
- Bœuf ou Vache, Buffle d’Asie[2] ;
- Tigre ;
- Lapin ou Chat[2] ;
- Dragon ;
- Serpent (Petit Dragon à l'oral) ;
- Cheval ;
- Chèvre[2] ou Mouton ;
- Singe ;
- Coq ou Phoenix[3] ;
- Chien ;
- Cochon ou Sanglier[4],[5]

Depuis le XXe siècle, ils font partie de nombreuses cultures populaires. Aujourd'hui, beaucoup de personnes dans le monde connaissent leur signe chinois.
L'astrologie des 111 étoiles étant réservée à l'Empereur, la plupart des Chinois utilisent l'astrologie Bazi (八字, bāzì, « huit caractères »). Elle fait commencer l'année le 4 ou le 5 février, au début du printemps (立春, lichun), et se base sur l'année, le mois, le jour et l'heure de naissance, chacun exprimé par deux caractères : un tronc céleste et une branche terrestre.
Selon d'autres systèmes[réf. nécessaire], l'année débute à la fête du Printemps, une date mobile qui, selon la nouvelle Lune, tombe entre le 20 janvier et le 20 février.

## Astrologie

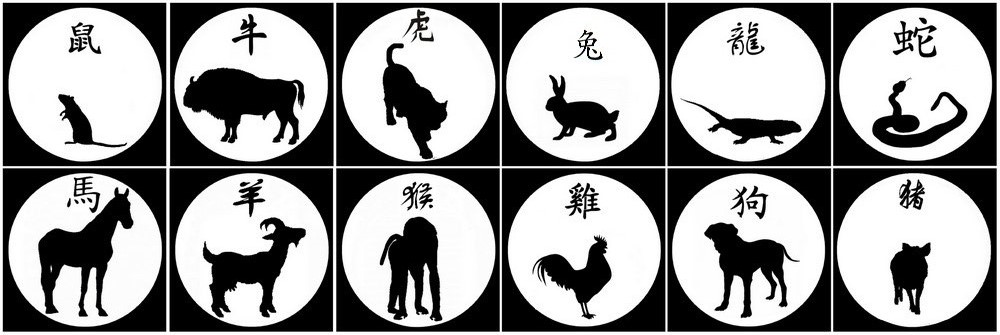
Le zodiaque sino-asiatique.

La tradition rapporte que pratiquement dès l'origine, les souverains chinois ont réservé la pratique de l'astrologie des 111 étoiles, codifiée par l'empereur mythique Huang Di en 2637 avant notre ère, aux seuls astrologues de leur cour. En effet, ils craignaient que leurs adversaires mettent à profit des périodes néfastes pour les renverser. À cause de cette interdiction d'observer le ciel, certains systèmes ne tiennent presque plus compte des planètes : l'année débute ainsi non pas au premier jour de la nouvelle Lune de printemps, comme dans l'astrologie des 111 étoiles, mais le 4 ou le 5 février.
Agriculteurs pragmatiques, les anciens Chinois ont imaginé des dizaines de systèmes astrologiques proches de la numérologie, qui leur permettaient de déterminer les périodes favorables aux plantations et, plus généralement, aux actes de la vie quotidienne. On peut citer :
- le système des 28 demeures lunaires, qui ne tient compte que de la Lune ;
- l'astrologie des 9 étoiles utilisée en Feng Shui, basée sur un carré magique et un cycle de neuf années qui prend en compte les orientations de la Grande Ourse ;
- l'astrologie des quatre piliers du destin, qui combine les données astrales de la naissance (dont la date et l'heure) à cinq éléments, selon un ensemble complexe de binômes (annuel, mensuel, journalier et horaire) mis au point par Chen Xiyi (陈希夷 / 陳希夷, chén xīyí) entre la fin des Tang et le début des Song. Connu sous le nom de ziweidoushu (紫微斗数 / 紫微斗數, zǐwēidòushù), c'est-à-dire « données des maisons astrales Ziwei et Dou » (les plus influentes), ce système compose une sorte de fiche d'identité.

### Principaux astres
Les anciens astronomes chinois ont associé les cinq planètes principales aux cinq éléments, d'où elles tirent leur nom actuel :
- Jupiter est le Bois ;
- Mars est le Feu ;
- Saturne est la Terre ;
- Vénus est le Métal ;
- Mercure est l'Eau.

À ces planètes sont associées des couleurs symboliques :
- Le Vert attribué au Bois, en consonance avec Jupiter et le Dragon Vert, à l'est ;
- Le Rouge attribué au Feu, en consonance avec Mars et l'Oiseau Rouge, au sud ;
- Le Jaune attribué à la Terre, en consonance avec Saturne et le qilin (licorne chinoise), au centre - représentant l'équilibre, c'est aussi la couleur de l'Empereur ;
- Le Blanc attribué au Métal, en consonance avec Vénus et le Tigre Blanc, à l'ouest ;
- Le Bleu et le Noir attribués à l'Eau, en consonance avec Mercure et la Tortue Noire, au nord.

La position occupée au ciel par les planètes, le Soleil et la Lune appelés Yang et Yin suprêmes (太阳 / 太陽, tàiyáng ; 太阴 / 太陰, tàiyín), tout comme le passage éventuel de comètes au moment de la naissance, sont censés influencer la destinée.
Jupiter revêt une importance particulière car pour compter les années, c'est sa révolution, et non celle du Soleil, qu'on prend en compte jusqu’au milieu de la dynastie Han. Selon la religion traditionnelle chinoise, l’année qui commence appartient au dieu de cette planète, « Taisui » (太岁 / 太歲, tàisuì). Tous ceux qui sont nés sous son signe doivent lui faire une offrande au temple pour s'attirer ses bonnes grâces.

### Maisons astrales
La zone autour de l’écliptique et de l’équateur céleste est divisée en 28 secteurs d'amplitudes inégales (宿, xiù), contenant chacun une étoile repère qui sert à repérer la position des astres dans le ciel. Bien que parcourus par la lune au cours du mois lunaire, le concept de maison lunaire a été créé par les astronomes indiens, et n'a pas été utilisé par les chinois. L’ensemble de ce « zodiaque chinois » est divisé en 4 quartiers xiàng (四象, sìxiàng), représenté chacun par un animal totem. Leur position est déterminée à la tombée de la nuit le soir de l’équinoxe de printemps. Les noms des maisons lunaires, difficilement explicables, sont très anciens : ils ont été retrouvés sur des objets funéraires datant des Royaumes combattants, et pourraient remonter aux Zhou. Il est donc difficile de connaître leur signification originelle, car le caractère qui les désigne a pu changer de sens. Néanmoins certains semblent désigner une partie de l’animal totem, comme jiǎo (角, jiǎo, « corne »).
De manière générale, les noms des astérismes chinois sont assez différents de ceux des 88 constellations occidentales. Par exemple, le chariot d’Ursa major est appelé « Les sept étoiles de la grande cuillère » (北斗七星, běidǒu qīxīng), en référence à Beidou, la boussole traditionnelle de divination taoïste en forme de cuillère (北斗, běidǒu, « cuillère Nord »). Le Baudrier d'Orion est connu sous le nom de shēn dont un sens est « trois » ; Orion représente donc les trois dieux de la Fortune, du bonheur et de la longévité.
Le quartier le plus au nord, dont l'animal totem, une tortue fantastique dont la carapace évoque une armure, s'appelle Xuanwu, « guerrier noir » (玄武, xúanwǔ), est particulièrement important. Il renferme dans la maison dǒu le chariot de la Grande Ourse (dǒu du nord) et l’astérisme nándǒu (dǒu du sud) dans le Sagittaire qui gouvernent les naissances et les morts. Sous le nom de Zhenwudadi, Xuanwu est aussi un dieu, esprit du ciel du Nord et de l'Eau dans la croyance taoïste.

### Enceintes
Autour du pôle nord céleste, les Chinois distinguaient trois zones étoilées qui semblaient chacune cernée par une enceinte, d’où leur nom des « trois enceintes ».
L’« enceinte impériale » ou « enceinte supérieure » se situe autour d'α Ursae Minoris, autrefois considérée comme fixe, axe du ciel. On croyait que les étoiles et les dieux stellaires qu’elle abritait gouvernaient les destinées de l’empereur et de sa famille. L’« enceinte du palais d'en haut », ou « enceinte moyenne » autour du Lion, de la Vierge et de Cassiopée, gouvernait les ministres et fonctionnaires du palais. L’« enceinte du marché céleste » ou « enceinte inférieure » autour d’Ophiuchus, de l’aigle et d’Hercule représentait l'administration locale. Les étoiles et astérismes de ces enceintes portaient des noms en rapport avec leur symbolisme, titres officiels ou nobiliaires par exemple.

### Légende du Bouvier et de la Tisserande
Les étoiles dans le ciel ne constituent pas seulement la base des lectures astrologiques, mais également la matière de nombreux contes. Par exemple, le triangle d'été est un trio constitué du bouvier, un jeune paysan (Alpha Aquilae/Altair), de la tisserande, une fée (Alpha Lyrae/Vega) et la fée Taibai (Alpha Cygni/Deneb). Le bouvier et la tisserande, époux séparés par décret céleste, se tiennent chacun d'un côté de la rivière argentée (la Voie lactée). Chaque année, le septième jour du septième mois dans le calendrier chinois, jour de la fête de Qi Qiao Jie, les oiseaux forment un pont à travers la Voie lactée. Le bouvier le traverse avec leurs deux fils (les deux étoiles de chaque côté d'Altaïr) pour une réunion annuelle avec leur mère fée. La fée Taibai chaperonne les deux amants.

### Les quatre gardiens célestes

La voûte céleste chinoise (Réflexion (optique))

Les vingt-huit maisons lunaires sont classées en quatre quartiers contenant sept constellations chacun. Ils sont identifiés à quatre créatures fantastiques, gardiens célestes. Les constellations ou étoiles notables auxquelles ils sont rattachés sont indiquées à leur suite :
La forme des animaux-gardiens ainsi que la répartition des couleurs se sont fixées sous les Han sous l'influence de la théorie des cinq éléments.
La licorne jaune (qilin) est associée au cinquième élément, la terre.

## Signes chinois
Ce sont douze animaux qui apparaissent dans l'ordre suivant :
- Rat ou Souris ;
- Bœuf ou Buffle ;
- Tigre ;
- Lapin ou Lièvre ;
- Dragon ou Lézard ;
- Serpent ;
- Cheval ;
- Mouton, Chèvre ou Bouc ;
- Singe ;
- Coq ou Phénix ;
- Chien ;
- Cochon, Sanglier ou Éléphant.

Dans certains pays les ayant adoptés, le chat remplace le lapin et l'ours remplace le porc, il en va ainsi aussi pour d'autres animaux. Ces signes sont associés dans le cycle sexagésimal chinois aux douze rameaux terrestres, qui en combinaison avec les dix tiges célestes constituent le système chinois de décompte du temps le plus anciennement attesté.

### Légendes
Des légendes relatent comment les animaux furent choisis et comment fut déterminé leur ordre. Le plus souvent, la sélection se fait par le biais d’une course sous l’égide de l'Empereur de jade, chef des dieux, ou du Bouddha. Parfois c’est le porc qui arbitre, et les incidents se multiplient du fait de son incompétence.
- Les trois anecdotes les plus connues :
  - La course s’achevant par la traversée d’une rivière, le bœuf, bon prince, aurait accepté de transporter le rat entre ses cornes. Mais au moment de toucher la rive, celui-ci sauta à terre, devançant le bœuf ; c’est ainsi qu’il devint le premier signe.
  - L'absence du chat serait due à la malice de son ami le rat, que l’Empereur de Jade avait chargé de convoquer les animaux pour la sélection des signes du zodiaque. Trompé par le rat, le chat ne se réveilla pas à temps, et c'est depuis qu'ils sont ennemis naturels. Il a néanmoins été retenu dans la version vietnamienne où il remplace le lapin.
  - Lorsque l'Empereur de Jade organisa une fête avec 13 animaux qui peuvent aller dans des étoiles, le rat trahit le chat et ne le réveille pas quand il fait la sieste avant la fête, parce qu'il n'aime pas le chat.
- Arbitrage du porc[16],[17] :

Le porc avait réussi à persuader l’Empereur de Jade de le choisir comme juge de la valeur relative des différents animaux. Il commença par faire enrager le tigre et le dragon en les plaçant derrière le rat et le bœuf. Ils firent un tel scandale qu’il fallut les apaiser. Le singe dessina sur le front du tigre le caractère "roi" (王) qu’il porte toujours, pour lui confirmer son titre de souverain des animaux terrestres. Quant au dragon, le coq, qui à l’époque portait des cornes, les lui offrit en guise de couronne et il fut consacré roi des animaux aquatiques.
C’était sans compter sur le culot imbattable du lièvre. Il sortit des rangs pour défier le dragon à la course. Celui-ci accepta ; les deux adversaires allaient de front quand le lièvre se dirigea vers un bois. Les nouvelles cornes du dragon se prirent dans les branchages et il perdit. Il en blâma le coq qui, vexé, exigea la restitution de son cadeau. Le dragon lui répondit qu’il lui rendrait les cornes quand le Soleil se lèverait à l’ouest, et c’est depuis ce jour que le coq supplie tous les matins le Soleil de se lever de ce côté.
Le lièvre devait sa rapidité en partie au chien qui lui avait conseillé de couper sa queue autrefois longue. Après sa victoire sur le dragon, le chien vient le féliciter, espérant des remerciements. Mais le lièvre lui dénia tout crédit dans sa victoire. Furieux, le chien le mordit et fut placé en queue de la série en punition.
Quant au porc, ayant achevé le classement des animaux, il s’inscrivit lui-même en tête et alla porter la liste à l’Empereur de Jade pour approbation. Le dieu ayant eu vent des incidents le dégrada à la dernière place.

### Tableau des signes
| Ordre | Nom chinois   | Nom français                       | Rameau correspondant |
| ----- | ------------- | ---------------------------------- | -------------------- |
| 1     | 鼠 shǔ        | Rat ou souris                      | 子 zi (yang)         |
| 2     | 牛 niú        | Buffle ou bœuf                     | 丑 chou (yin)        |
| 3     | 虎 hǔ         | Tigre                              | 寅 yin (yang)        |
| 4     | 兔 tù         | Lapin, lièvre ou chat              | 卯 mao (yin)         |
| 5     | 龍 lóng（龙） | Dragon ou lézard                   | 辰 chen (yang)       |
| 6     | 蛇 shé        | Serpent                            | 巳 si (yin)          |
| 7     | 馬 mǎ（马）   | Cheval                             | 午 wu (yang)         |
| 8     | 羊 yáng       | Chèvre, bouc ou mouton             | 未 wei (yin)         |
| 9     | 猴 hóu        | Singe                              | 申 shen (yang)       |
| 10    | 鷄 jī（鸡）   | Coq ou phénix                      | 酉 you (yin)         |
| 11    | 狗 gǒu        | Chien                              | 戌 xu (yang)         |
| 12    | 猪 zhū        | Cochon, porc, sanglier ou éléphant | 亥 hai (yin)         |

### Lecycle sexagésimal
On peut combiner le cycle des animaux avec le cycle binaire Yin-Yang, chaque animal étant toujours associé à une année de même type ; le Dragon, par exemple, est toujours yang, et la Chèvre toujours yin. Dans le calendrier grégorien, les années paires sont yang et les années impaires sont yin (en toute rigueur le changement yin-yang se fait au moment du Nouvel An chinois).
Combiné avec le cycle des cinq éléments (métal (金, jin), bois (木, mù), eau (水, shuǐ), feu (火, huǒ), et terre (土, tǔ)), l'ensemble donne un cycle de soixante années différentes. On aura ainsi l'année du « Rat de métal », celle du « Bœuf d'eau », celle du « Tigre de bois ». Dans le cas spécifique du Dragon, par égard pour cette créature mythique on ne parle pas de « métal » mais d'« or ». Le « Dragon d'Or » revient à chaque nouveau cycle, soit tous les 60 ans (12 signes x 5 éléments)[réf. nécessaire].
Au Japon, l'anniversaire des soixante ans est fêté par une cérémonie appelée kanreki (achèvement du calendrier). Il est intéressant de noter que les désignations combinées années-éléments ne sont pas utilisées en Chine. Par exemple, bien que certains sites occidentaux qualifient l'année 2018 de « année du chien de terre », en Chine, l'année 2018 est simplement appelée « année du chien ».
La tradition associe à chacun des éléments une couleur : le bois est vert, le feu rouge, la terre jaune ou ocre, le métal blanc et l'eau noire ou bleue. Ces couleurs apparaissent parfois à la place des éléments sur les calendriers chinois à l'étranger : année du Coq vert ou du Tigre rouge, par exemple.
Dans les arrangements matrimoniaux anciens, les couples étaient assortis suivant la compatibilité de leurs signes. Par exemple, il était admis que deux Chiens n'allaient pas ensemble, mais qu'un Chien et un Porc formaient une bonne union ; l'union d'un Chien d'eau avec un Porc de bois sera bénéfique, contrairement à celle avec un « Porc de feu », parce que l'eau est bénéfique au bois (elle l'engendre), mais contrôle le feu (elle l'éteint), en fonction des principes de leur interaction selon la théorie des cinq éléments.
Contrairement aux signes chinois, chaque élément occupe à son tour deux années consécutives dans un cycle qui dure soixante ans. La première année, l'élément est yang ; l'année suivante le même élément est yin.

### LeNouvel An chinois
Comme le calendrier chinois est soli-lunaire, la date de changement de signe est celle du Nouvel An chinois qui se situe le jour de la nouvelle Lune (à la date de Pékin) comprise entre le 21 janvier et le 20 février.
Pour calculer cela, le 21 décembre est toujours compris dans le 11e mois lunaire chinois. Ce 11e mois est considéré comme étant le milieu de l'hiver. Le 12e mois lunaire est le dernier de la saison hivernale en Chine et le mois suivant est le premier du printemps, le nouvel-an chinois est fêté au premier jour de ce 1er mois du printemps.
Craignant pour leur sécurité et celle de la Chine, les Empereurs ont interdit de consulter les étoiles. Les dates du 4 ou 5 février ont alors été choisies pour obéir à l'interdiction et marquer le début de l'année chinoise de façon quasiment fixe.
Les Empereurs voulaient cependant continuer à consulter les horoscopes des 111 Étoiles pour leur usage personnel. N'ayant plus d'astrologue en Chine puisque c'était interdit, ils ont donc fait venir des astrologues d'autres pays, principalement du Viêt Nam.
Les signes chinois sont aussi utilisés par d'autres cultures asiatiques, vietnamienne et japonaise par exemple. Les services postaux de plusieurs autres pays émettent parfois un timbre de « l'Année du… », mais les pays peu familiers avec l'utilisation du calendrier lunaire chinois supposent que les signes changent le 1er janvier de chaque année.
Il existe une petite astuce pour calculer facilement la nouvelle année chinoise : le cycle recommence environ tous les 95 ans, ainsi en 1900 l'année a débuté le 31 janvier, elle a débuté le 31 janvier aussi en 1995 (attention cela peut varier de 1 à 2 jours).

## Années chinoises de 1900 à 2080
| Début            | Fin              | Début            | Fin              | Début            | Fin             | Signe      | Élément  |
| ---------------- | ---------------- | ---------------- | ---------------- | ---------------- | --------------- | ---------- | -------- |
| 31 janvier 1900  | 18 février 1901  | 28 janvier 1960  | 14 février 1961  | 25 janvier 2020  | 11 février 2021 | 鼠 rat     | 金 métal |
| 19 février 1901  | 7 février 1902   | 15 février 1961  | 4 février 1962   | 12 février 2021  | 31 janvier 2022 | 牛 buffle  | 金 métal |
| 8 février 1902   | 28 janvier 1903  | 5 février 1962   | 24 janvier 1963  | 1er février 2022 | 20 janvier 2023 | 虎 tigre   | 水 eau   |
| 29 janvier 1903  | 15 février 1904  | 25 janvier 1963  | 12 février 1964  | 21 janvier 2023  | 9 février 2024  | 兔 lièvre  | 水 eau   |
| 16 février 1904  | 3 février 1905   | 13 février 1964  | 1er février 1965 | 10 février 2024  | 28 janvier 2025 | 龍 dragon  | 木 bois  |
| 4 février 1905   | 24 janvier 1906  | 2 février 1965   | 20 janvier 1966  | 29 janvier 2025  | 16 février 2026 | 蛇 serpent | 木 bois  |
| 25 janvier 1906  | 12 février 1907  | 21 janvier 1966  | 8 février 1967   | 17 février 2026  | 5 février 2027  | 馬 cheval  | 火 feu   |
| 13 février 1907  | 1er février 1908 | 9 février 1967   | 29 janvier 1968  | 6 février 2027   | 25 janvier 2028 | 羊 chèvre  | 火 feu   |
| 2 février 1908   | 21 janvier 1909  | 30 janvier 1968  | 16 février 1969  | 26 janvier 2028  | 12 février 2029 | 猴 singe   | 土 terre |
| 22 janvier 1909  | 9 février 1910   | 17 février 1969  | 5 février 1970   | 13 février 2029  | 2 février 2030  | 鷄 coq     | 土 terre |
| 10 février 1910  | 29 janvier 1911  | 6 février 1970   | 26 janvier 1971  | 3 février 2030   | 22 janvier 2031 | 狗 chien   | 金 métal |
| 30 janvier 1911  | 17 février 1912  | 27 janvier 1971  | 14 février 1972  | 23 janvier 2031  | 10 février 2032 | 猪 cochon  | 金 métal |
| 18 février 1912  | 5 février 1913   | 15 février 1972  | 2 février 1973   | 11 février 2032  | 2033            | 鼠 rat     | 水 eau   |
| 6 février 1913   | 25 janvier 1914  | 3 février 1973   | 22 janvier 1974  | 2033             | 2034            | 牛 buffle  | 水 eau   |
| 26 janvier 1914  | 13 février 1915  | 23 janvier 1974  | 10 février 1975  | 2034             | 2035            | 虎 tigre   | 木 bois  |
| 14 février 1915  | 2 février 1916   | 11 février 1975  | 30 janvier 1976  | 2035             | 2036            | 兔 lièvre  | 木 bois  |
| 3 février 1916   | 22 janvier 1917  | 31 janvier 1976  | 17 février 1977  | 2036             | 2037            | 龍 dragon  | 火 feu   |
| 23 janvier 1917  | 10 février 1918  | 18 février 1977  | 6 février 1978   | 2037             | 2038            | 蛇 serpent | 火 feu   |
| 11 février 1918  | 31 janvier 1919  | 7 février 1978   | 27 janvier 1979  | 2038             | 2039            | 馬 cheval  | 土 terre |
| 1er février 1919 | 19 février 1920  | 28 janvier 1979  | 15 février 1980  | 2039             | 2040            | 羊 chèvre  | 土 terre |
| 20 février 1920  | 7 février 1921   | 16 février 1980  | 4 février 1981   | 2040             | 2041            | 猴 singe   | 金 métal |
| 8 février 1921   | 27 janvier 1922  | 5 février 1981   | 24 janvier 1982  | 2041             | 2042            | 鷄 coq     | 金 métal |
| 28 janvier 1922  | 15 février 1923  | 25 janvier 1982  | 12 février 1983  | 2042             | 2043            | 狗 chien   | 水 eau   |
| 16 février 1923  | 4 février 1924   | 13 février 1983  | 1er février 1984 | 2043             | 2044            | 猪 cochon  | 水 eau   |
| 5 février 1924   | 24 janvier 1925  | 2 février 1984   | 19 février 1985  | 2044             | 2045            | 鼠 rat     | 木 bois  |
| 25 janvier 1925  | 12 février 1926  | 20 février 1985  | 8 février 1986   | 2045             | 2046            | 牛 buffle  | 木 bois  |
| 13 février 1926  | 1er février 1927 | 9 février 1986   | 28 janvier 1987  | 2046             | 2047            | 虎 tigre   | 火 feu   |
| 2 février 1927   | 22 janvier 1928  | 29 janvier 1987  | 16 février 1988  | 2047             | 2048            | 兔 lièvre  | 火 feu   |
| 23 janvier 1928  | 9 février 1929   | 17 février 1988  | 5 février 1989   | 2048             | 2049            | 龍 dragon  | 土 terre |
| 10 février 1929  | 29 janvier 1930  | 6 février 1989   | 26 janvier 1990  | 2049             | 2050            | 蛇 serpent | 土 terre |
| 30 janvier 1930  | 16 février 1931  | 27 janvier 1990  | 14 février 1991  | 2050             | 2051            | 馬 cheval  | 金 métal |
| 17 février 1931  | 5 février 1932   | 15 février 1991  | 3 février 1992   | 2051             | 2052            | 羊 chèvre  | 金 métal |
| 6 février 1932   | 25 janvier 1933  | 4 février 1992   | 22 janvier 1993  | 2052             | 2053            | 猴 singe   | 水 eau   |
| 26 janvier 1933  | 13 février 1934  | 23 janvier 1993  | 9 février 1994   | 2053             | 2054            | 鷄 coq     | 水 eau   |
| 14 février 1934  | 3 février 1935   | 10 février 1994  | 30 janvier 1995  | 2054             | 2055            | 狗 chien   | 木 bois  |
| 4 février 1935   | 23 janvier 1936  | 31 janvier 1995  | 18 février 1996  | 2055             | 2056            | 猪 cochon  | 木 bois  |
| 24 janvier 1936  | 10 février 1937  | 19 février 1996  | 6 février 1997   | 2056             | 2057            | 鼠 rat     | 火 feu   |
| 11 février 1937  | 30 janvier 1938  | 7 février 1997   | 27 janvier 1998  | 2057             | 2058            | 牛 buffle  | 火 feu   |
| 31 janvier 1938  | 18 février 1939  | 28 janvier 1998  | 15 février 1999  | 2058             | 2059            | 虎 tigre   | 土 terre |
| 19 février 1939  | 7 février 1940   | 16 février 1999  | 4 février 2000   | 2059             | 2060            | 兔 lièvre  | 土 terre |
| 8 février 1940   | 26 janvier 1941  | 5 février 2000   | 23 janvier 2001  | 2060             | 2061            | 龍 dragon  | 金 métal |
| 27 janvier 1941  | 14 février 1942  | 24 janvier 2001  | 11 février 2002  | 2061             | 2062            | 蛇 serpent | 金 métal |
| 15 février 1942  | 4 février 1943   | 12 février 2002  | 31 janvier 2003  | 2062             | 2063            | 馬 cheval  | 水 eau   |
| 5 février 1943   | 24 janvier 1944  | 1er février 2003 | 21 janvier 2004  | 2063             | 2064            | 羊 chèvre  | 水 eau   |
| 25 janvier 1944  | 12 février 1945  | 22 janvier 2004  | 8 février 2005   | 2064             | 2065            | 猴 singe   | 木 bois  |
| 13 février 1945  | 1er février 1946 | 9 février 2005   | 28 janvier 2006  | 2065             | 2066            | 鷄 coq     | 木 bois  |
| 2 février 1946   | 21 janvier 1947  | 29 janvier 2006  | 17 février 2007  | 2066             | 2067            | 狗 chien   | 火 feu   |
| 22 janvier 1947  | 9 février 1948   | 18 février 2007  | 6 février 2008   | 2067             | 2068            | 猪 cochon  | 火 feu   |
| 10 février 1948  | 28 janvier 1949  | 7 février 2008   | 25 janvier 2009  | 2068             | 2069            | 鼠 rat     | 土 terre |
| 29 janvier 1949  | 16 février 1950  | 26 janvier 2009  | 13 février 2010  | 2069             | 2070            | 牛 buffle  | 土 terre |
| 17 février 1950  | 5 février 1951   | 14 février 2010  | 2 février 2011   | 2070             | 2071            | 虎 tigre   | 金 métal |
| 6 février 1951   | 26 janvier 1952  | 3 février 2011   | 22 janvier 2012  | 2071             | 2072            | 兔 lièvre  | 金 métal |
| 27 janvier 1952  | 13 février 1953  | 23 janvier 2012  | 9 février 2013   | 2072             | 2073            | 龍 dragon  | 水 eau   |
| 14 février 1953  | 2 février 1954   | 10 février 2013  | 30 janvier 2014  | 2073             | 2074            | 蛇 serpent | 水 eau   |
| 3 février 1954   | 23 janvier 1955  | 31 janvier 2014  | 18 février 2015  | 2074             | 2075            | 馬 cheval  | 木 bois  |
| 24 janvier 1955  | 11 février 1956  | 19 février 2015  | 7 février 2016   | 2075             | 2076            | 羊 chèvre  | 木 bois  |
| 12 février 1956  | 30 janvier 1957  | 8 février 2016   | 27 janvier 2017  | 2076             | 2077            | 猴 singe   | 火 feu   |
| 31 janvier 1957  | 17 février 1958  | 28 janvier 2017  | 15 février 2018  | 2077             | 2078            | 鷄 coq     | 火 feu   |
| 18 février 1958  | 7 février 1959   | 16 février 2018  | 4 février 2019   | 2078             | 2079            | 狗 chien   | 土 terre |
| 8 février 1959   | 27 janvier 1960  | 5 février 2019   | 24 janvier 2020  | 2079             | 2080            | 猪 cochon  | 土 terre |

### Zodiaque chinois
Néanmoins, pour ce qui appartient au pur zodiaque chinois, c'est-à-dire dans le système de décompte des années par combinaison des tiges célestes et des rameaux terrestres auxquels sont associés les animaux, le changement de signe s'effectue au commencement du printemps, au jour appelé lichun (立春), qui se situe le 4 ou le 5 février, lorsque le Soleil arrive à 315 degrés de longitude. Ce calendrier dit Bazi se distingue donc du calendrier du Nouvel an chinois déterminé par l’observatoire de la Montagne Pourpre à Nankin, ce qui laisse ainsi à chacun la possibilité de se fonder sur le calendrier qui lui convient selon la ressemblance psychologique qu'il retrouve dans son animal astrologique personnel.

### Analogie avec le zodiaque occidental

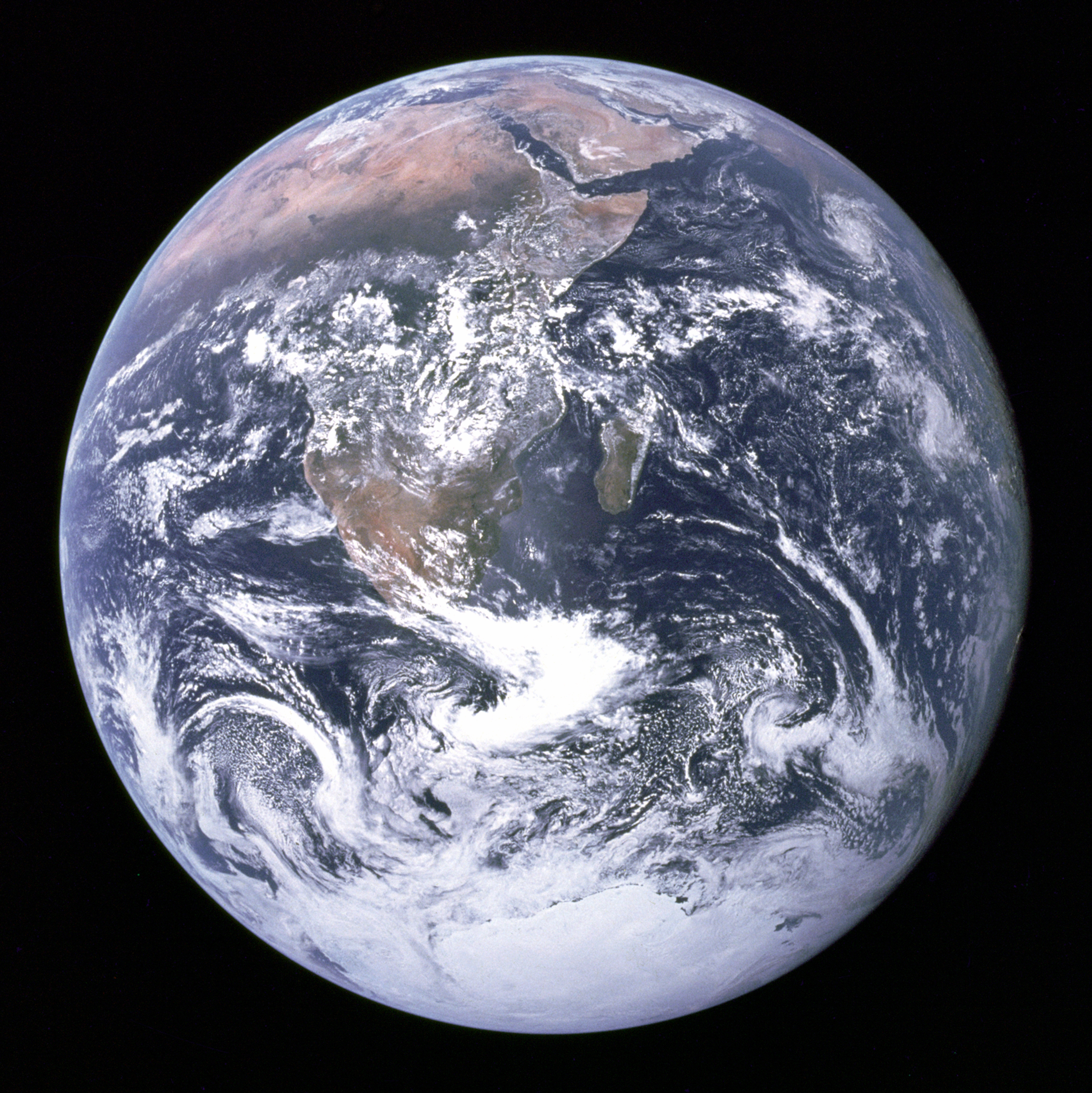
La Terre vue d'Apollo 17.

Dans le zodiaque occidental, les astrologues étudient l'influence des astres et des constellations qui entourent la Terre. Ainsi, lorsque le sujet naît sous le signe du Scorpion, il a le Soleil dans la constellation du Scorpion ; lorsqu'il naît sous le signe des Gémeaux, il a le Soleil dans les Gémeaux, etc.
Dans l'astrologie chinoise, on s'intéresse à l'influence de la Terre elle-même : lorsque l'on naît sous le signe du Dragon, cela signifie que la Terre traverse le Dragon cette année-là.

## Zodiaque chinois de 1900 à 2020
| Cycle | De 1900 à 1959 | De 1900 à 1959 | Élément | Élément  | Signe      | Tige céleste | Branche terrestre | De 1960 à 2019 | De 1960 à 2019 |
| Cycle | Début          | Fin            | Élément | Élément  | Signe      | Tige céleste | Branche terrestre | Début          | Fin            |
| ----- | -------------- | -------------- | ------- | -------- | ---------- | ------------ | ----------------- | -------------- | -------------- |
| 37    | 4 février 1900 | 3 février 1901 | Yang    | 金 Métal | 鼠 Rat     | 庚 geng      | 子 zi             | 5 février 1960 | 3 février 1961 |
| 38    | 4 février 1901 | 4 février 1902 | Yin     | 金 Métal | 牛 Bœuf    | 辛 xin       | 丑 chou           | 4 février 1961 | 3 février 1962 |
| 39    | 5 février 1902 | 4 février 1903 | Yang    | 水 Eau   | 虎 Tigre   | 壬 ren       | 寅 yin            | 4 février 1962 | 3 février 1963 |
| 40    | 5 février 1903 | 4 février 1904 | Yin     | 水 Eau   | 兔 Lapin   | 癸 gui       | 卯 mao            | 4 février 1963 | 4 février 1964 |
| 41    | 5 février 1904 | 3 février 1905 | Yang    | 木 Bois  | 龍 Dragon  | 甲 jia       | 辰 chen           | 5 février 1964 | 3 février 1965 |
| 42    | 4 février 1905 | 4 février 1906 | Yin     | 木 Bois  | 蛇 Serpent | 乙 yi        | 巳 si             | 4 février 1965 | 3 février 1966 |
| 43    | 5 février 1906 | 4 février 1907 | Yang    | 火 Feu   | 馬 Cheval  | 丙 bing      | 午 wu             | 4 février 1966 | 3 février 1967 |
| 44    | 5 février 1907 | 4 février 1908 | Yin     | 火 Feu   | 羊 Chèvre  | 丁 ding      | 未 wei            | 4 février 1967 | 4 février 1968 |
| 45    | 5 février 1908 | 3 février 1909 | Yang    | 土 Terre | 猴 Singe   | 戊 wu        | 申 shen           | 5 février 1968 | 3 février 1969 |
| 46    | 4 février 1909 | 4 février 1910 | Yin     | 土 Terre | 鷄 Coq     | 己 ji        | 酉 you            | 4 février 1969 | 3 février 1970 |
| 47    | 5 février 1910 | 4 février 1911 | Yang    | 金 Métal | 狗 Chien   | 庚 geng      | 戌 xu             | 4 février 1970 | 3 février 1971 |
| 48    | 5 février 1911 | 4 février 1912 | Yin     | 金 Métal | 猪 Cochon  | 辛 xin       | 亥 hai            | 4 février 1971 | 4 février 1972 |
| 49    | 5 février 1912 | 3 février 1913 | Yang    | 水 Eau   | 鼠 Rat     | 壬 ren       | 子 zi             | 5 février 1972 | 3 février 1973 |
| 50    | 4 février 1913 | 3 février 1914 | Yin     | 水 Eau   | 牛 Bœuf    | 癸 gui       | 丑 chou           | 4 février 1973 | 3 février 1974 |
| 51    | 4 février 1914 | 4 février 1915 | Yang    | 木 Bois  | 虎 Tigre   | 甲 jia       | 寅 yin            | 4 février 1974 | 3 février 1975 |
| 52    | 5 février 1915 | 4 février 1916 | Yin     | 木 Bois  | 兔 Lapin   | 乙 yi        | 卯 mao            | 4 février 1975 | 4 février 1976 |
| 53    | 5 février 1916 | 3 février 1917 | Yang    | 火 Feu   | 龍 Dragon  | 丙 bing      | 辰 chen           | 5 février 1976 | 3 février 1977 |
| 54    | 4 février 1917 | 3 février 1918 | Yin     | 火 Feu   | 蛇 Serpent | 丁 ding      | 巳 si             | 4 février 1977 | 3 février 1978 |
| 55    | 4 février 1918 | 4 février 1919 | Yang    | 土 Terre | 馬 Cheval  | 戊 wu        | 午 wu             | 4 février 1978 | 3 février 1979 |
| 56    | 5 février 1919 | 4 février 1920 | Yin     | 土 Terre | 羊 Chèvre  | 己 ji        | 未 wei            | 4 février 1979 | 4 février 1980 |
| 57    | 5 février 1920 | 3 février 1921 | Yang    | 金 Métal | 猴 Singe   | 庚 geng      | 申 shen           | 5 février 1980 | 3 février 1981 |
| 58    | 4 février 1921 | 3 février 1922 | Yin     | 金 Métal | 鷄 Coq     | 辛 xin       | 酉 you            | 4 février 1981 | 3 février 1982 |
| 59    | 4 février 1922 | 4 février 1923 | Yang    | 水 Eau   | 狗 Chien   | 壬 ren       | 戌 xu             | 4 février 1982 | 3 février 1983 |
| 60    | 5 février 1923 | 4 février 1924 | Yin     | 水 Eau   | 猪 Cochon  | 癸 gui       | 亥 hai            | 4 février 1983 | 3 février 1984 |
| 1     | 5 février 1924 | 3 février 1925 | Yang    | 木 Bois  | 鼠 Rat     | 甲 jia       | 子 zi             | 4 février 1984 | 3 février 1985 |
| 2     | 4 février 1925 | 3 février 1926 | Yin     | 木 Bois  | 牛 Bœuf    | 乙 yi        | 丑 chou           | 4 février 1985 | 3 février 1986 |
| 3     | 4 février 1926 | 4 février 1927 | Yang    | 火 Feu   | 虎 Tigre   | 丙 bing      | 寅 yin            | 4 février 1986 | 3 février 1987 |
| 4     | 5 février 1927 | 4 février 1928 | Yin     | 火 Feu   | 兔 Lapin   | 丁 ding      | 卯 mao            | 4 février 1987 | 3 février 1988 |
| 5     | 5 février 1928 | 3 février 1929 | Yang    | 土 Terre | 龍 Dragon  | 戊 wu        | 辰 chen           | 4 février 1988 | 3 février 1989 |
| 6     | 4 février 1929 | 3 février 1930 | Yin     | 土 Terre | 蛇 Serpent | 己 ji        | 巳 si             | 4 février 1989 | 3 février 1990 |
| 7     | 4 février 1930 | 4 février 1931 | Yang    | 金 Métal | 馬 Cheval  | 庚 geng      | 午 wu             | 4 février 1990 | 3 février 1991 |
| 8     | 5 février 1931 | 4 février 1932 | Yin     | 金 Métal | 羊 Chèvre  | 辛 xin       | 未 wei            | 4 février 1991 | 3 février 1992 |
| 9     | 5 février 1932 | 3 février 1933 | Yang    | 水 Eau   | 猴 Singe   | 壬 ren       | 申 shen           | 4 février 1992 | 3 février 1993 |
| 10    | 4 février 1933 | 3 février 1934 | Yin     | 水 Eau   | 鷄 Coq     | 癸 gui       | 酉 you            | 4 février 1993 | 3 février 1994 |
| 11    | 4 février 1934 | 4 février 1935 | Yang    | 木 Bois  | 狗 Chien   | 甲 jia       | 戌 xu             | 4 février 1994 | 3 février 1995 |
| 12    | 5 février 1935 | 4 février 1936 | Yin     | 木 Bois  | 猪 Cochon  | 乙 yi        | 亥 hai            | 4 février 1995 | 3 février 1996 |
| 13    | 5 février 1936 | 3 février 1937 | Yang    | 火 Feu   | 鼠 Rat     | 丙 bing      | 子 zi             | 4 février 1996 | 3 février 1997 |
| 14    | 4 février 1937 | 3 février 1938 | Yin     | 火 Feu   | 牛 Bœuf    | 丁 ding      | 丑 chou           | 4 février 1997 | 3 février 1998 |
| 15    | 4 février 1938 | 4 février 1939 | Yang    | 土 Terre | 虎 Tigre   | 戊 wu        | 寅 yin            | 4 février 1998 | 3 février 1999 |
| 16    | 5 février 1939 | 4 février 1940 | Yin     | 土 Terre | 兔 Lapin   | 己 ji        | 卯 mao            | 4 février 1999 | 3 février 2000 |
| 17    | 5 février 1940 | 3 février 1941 | Yang    | 金 Métal | 龍 Dragon  | 庚 geng      | 辰 chen           | 4 février 2000 | 3 février 2001 |
| 18    | 4 février 1941 | 3 février 1942 | Yin     | 金 Métal | 蛇 Serpent | 辛 xin       | 巳 si             | 4 février 2001 | 3 février 2002 |
| 19    | 4 février 1942 | 4 février 1943 | Yang    | 水 Eau   | 馬 Cheval  | 壬 ren       | 午 wu             | 4 février 2002 | 3 février 2003 |
| 20    | 5 février 1943 | 4 février 1944 | Yin     | 水 Eau   | 羊 Chèvre  | 癸 gui       | 未 wei            | 4 février 2003 | 3 février 2004 |
| 21    | 5 février 1944 | 3 février 1945 | Yang    | 木 Bois  | 猴 Singe   | 甲 jia       | 申 shen           | 4 février 2004 | 3 février 2005 |
| 22    | 4 février 1945 | 3 février 1946 | Yin     | 木 Bois  | 鷄 Coq     | 乙 yi        | 酉 you            | 4 février 2005 | 3 février 2006 |
| 23    | 4 février 1946 | 3 février 1947 | Yang    | 火 Feu   | 狗 Chien   | 丙 bing      | 戌 xu             | 4 février 2006 | 3 février 2007 |
| 24    | 4 février 1947 | 4 février 1948 | Yin     | 火 Feu   | 猪 Cochon  | 丁 ding      | 亥 hai            | 4 février 2007 | 3 février 2008 |
| 25    | 5 février 1948 | 3 février 1949 | Yang    | 土 Terre | 鼠 Rat     | 戊 wu        | 子 zi             | 4 février 2008 | 3 février 2009 |
| 26    | 4 février 1949 | 3 février 1950 | Yin     | 土 Terre | 牛 Bœuf    | 己 ji        | 丑 chou           | 4 février 2009 | 3 février 2010 |
| 27    | 4 février 1950 | 3 février 1951 | Yang    | 金 Métal | 虎 Tigre   | 庚 geng      | 寅 yin            | 4 février 2010 | 3 février 2011 |
| 28    | 4 février 1951 | 4 février 1952 | Yin     | 金 Métal | 兔 Lapin   | 辛 xin       | 卯 mao            | 4 février 2011 | 3 février 2012 |
| 29    | 5 février 1952 | 3 février 1953 | Yang    | 水 Eau   | 龍 Dragon  | 壬 ren       | 辰 chen           | 4 février 2012 | 3 février 2013 |
| 30    | 4 février 1953 | 3 février 1954 | Yin     | 水 Eau   | 蛇 Serpent | 癸 gui       | 巳 si             | 4 février 2013 | 3 février 2014 |
| 31    | 4 février 1954 | 3 février 1955 | Yang    | 木 Bois  | 馬 Cheval  | 甲 jia       | 午 wu             | 4 février 2014 | 3 février 2015 |
| 32    | 4 février 1955 | 4 février 1956 | Yin     | 木 Bois  | 羊 Chèvre  | 乙 yi        | 未 wei            | 4 février 2015 | 3 février 2016 |
| 33    | 5 février 1956 | 3 février 1957 | Yang    | 火 Feu   | 猴 Singe   | 丙 bing      | 申 shen           | 4 février 2016 | 2 février 2017 |
| 34    | 4 février 1957 | 3 février 1958 | Yin     | 火 Feu   | 鷄 Coq     | 丁 ding      | 酉 you            | 3 février 2017 | 3 février 2018 |
| 35    | 4 février 1958 | 3 février 1959 | Yang    | 土 Terre | 狗 Chien   | 戊 wu        | 戌 xu             | 4 février 2018 | 4 février 2019 |
| 36    | 4 février 1959 | 4 février 1960 | Yin     | 土 Terre | 猪 Cochon  | 己 ji        | 亥 hai            | 5 février 2019 | 3 février 2020 |

### Les signes horaires
Les douze « rameaux terrestres » étaient utilisés autrefois pour marquer les périodes de la journée, chaque signe correspondant à une tranche de deux heures est appelée temps du matin (chinois simplifié : 时辰 ; chinois traditionnel : 時辰 ; pinyin : shíchén ; Wade : shih²ch'en² ; EFEO : chetch'en ; cantonais Yale : si⁴san⁴). Cette division horaire est prise en compte et associe un signe animal à chaque créneau (heure solaire):
Les treize tranches solaires horaires se forment avec les douze animaux de la manière suivante sur une journée allant de minuit à minuit le lendemain :
- 00 h 00 - 01 h 00 : Rat (Souris)
- 01 h 00 - 03 h 00 : Buffle (Boeuf)
- 03 h 00 - 05 h 00 : Tigre
- 05 h 00 - 07 h 00 : Chat (Lapin, Lièvre)
- 07 h 00 - 09 h 00 : Dragon
- 09 h 00 - 11 h 00 : Serpent
- 11 h 00 - 13 h 00 : Cheval
- 13 h 00 - 15 h 00 : Chèvre (Mouton, Bouc)
- 15 h 00 - 17 h 00 : Singe
- 17 h 00 - 19 h 00 : Coq (Phoenix)
- 19 h 00 - 21 h 00 : Chien
- 21 h 00 - 23 h 00 : Cochon (Sanglier)
- 23 h 00 - 00 h 00 : Rat (Souris)

L'heure lunaire du Rat de 23 h 00 à 01 h 00 a bien une durée de 2 heures mais elle est toujours divisée en 2 entre les 2 jours consécutifs.
L'heure solaire locale est à convertir selon le fuseau horaire et la longitude du lieu de naissance.
Pour une personne née à Paris, les heures auxquelles se reporter sont les suivantes :
| heure d'hiver | heure d'été |
| - 23 h 51 - 01 h 50 : Rat * - 01 h 51 - 03 h 50 : Bœuf - 03 h 51 - 05 h 50 : Tigre - 05 h 51 - 07 h 50 : Lapin - 07 h 51 - 09 h 50 : Dragon - 09 h 51 - 11 h 50 : Serpent - 11 h 51 - 13 h 50 : Cheval - 13 h 51 - 15 h 50 : Chèvre - 15 h 51 - 17 h 50 : Singe - 17 h 51 - 19 h 50 : Coq - 19 h 51 - 21 h 50 : Chien - 21 h 51 - 23 h 50 : Cochon | - 00 h 51 - 02 h 50 : Rat - 02 h 51 - 04 h 50 : Bœuf - 04 h 51 - 06 h 50 : Tigre - 06 h 51 - 08 h 50 : Lapin - 08 h 51 - 10 h 50 : Dragon - 10 h 51 - 12 h 50 : Serpent - 12 h 51 - 14 h 50 : Cheval - 14 h 51 - 16 h 50 : Chèvre - 16 h 51 - 18 h 50 : Singe - 18 h 51 - 20 h 50 : Coq - 20 h 51 - 22 h 50 : Chien - 22 h 51 - 00 h 50 : Cochon |

* Brest: 00 h 16 - 02 h 15 ; Strasbourg: 23 h 28 - 01 h 27 ; Saint-Denis: 23 h 19 - 01 h 18 ; Fort-de-France: 23 h 02 - 01 h 01 ; Nouméa: 22 h 55 - 00 h 54